# 2928 Epstein
2928 Epstein è un asteroide della fascia principale. Scoperto nel 1976, presenta un'orbita caratterizzata da un semiasse maggiore pari a 3,0068908 UA e da un'eccentricità di 0,0647061, inclinata di 9,53994° rispetto all'eclittica.